# Eumonhystera altherri
Eumonhystera altherri is een rondwormensoort uit de familie van de Monhysteridae. De wetenschappelijke naam van de soort is voor het eerst geldig gepubliceerd in 1981 door Andrássy.